# دیانا اسکوریس
دیانا اسکوریس یکی از شخصیت های سریال ۴۴۰۰ است که به عنوان مامور اف بی آی در کنار تام بالدوین فعالیت های ۴۴۰۰ را تحت نظر دارند. از سویی دیگر او مادرخواندگی مایا اسکوریس را برعهده می گیرد. ژاکلین مک کنیس بازیگر این نقش است.